# Cirugía reconstructiva

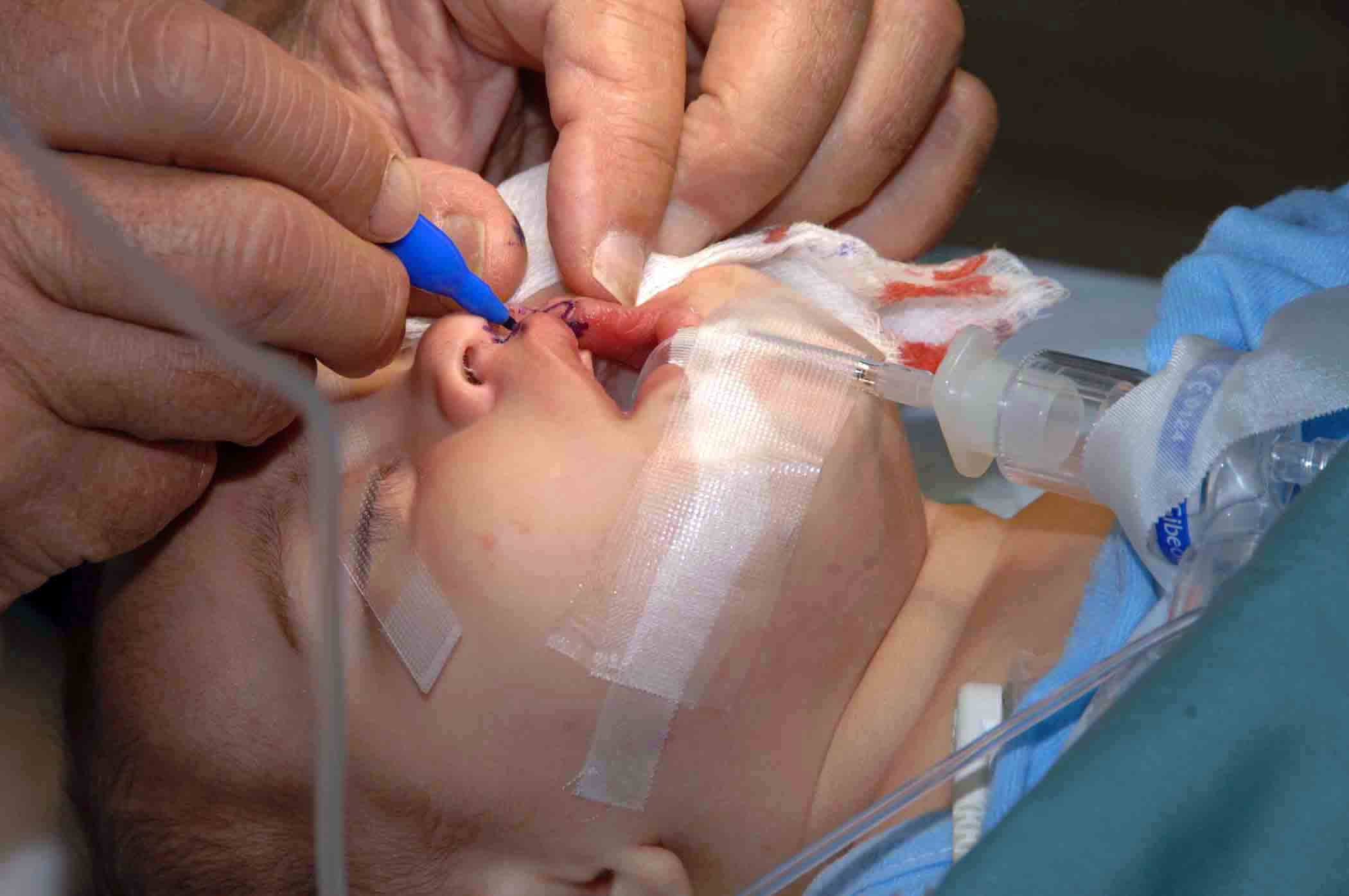
Reconstrucción de labio

La cirugía reconstructiva o reparadora es una de las grandes áreas de la cirugía plástica, aunque estas técnicas son realizadas asimismo por otros especialistas: cirujanos plásticos, otorrinolaringólogos, cirujanos maxilofaciales, oftalmólogos especialistas en cirugía oculoplástica, cirujanos ortopédicos y traumatólogos, urólogos, ginecólogos, en función de la región anatómica y de la patología que se trate. También incluye a la microcirugía, y está enfocada en disimular y reconstruir los efectos destructivos de un accidente o trauma, los defectos de una malformación congénita y de una resección tumoral u oncológica. La cirugía reconstructiva o reparadora hace uso de distintas técnicas: de osteosíntesis, de traslado de tejidos mediante colgajos y trasplantes autólogos de partes del cuerpo sanas a las afectadas.

## Historia
Fue la Primera Guerra Mundial el momento en el cual se impulsa la Cirugía Plástica tal y como la conocemos hoy en día, pues el enorme número de soldados víctimas de la guerra con heridas por proyectiles que desfiguraron sus rostros y sus cuerpos forzó la formación de centros especializados en reconstrucción de heridos tanto en Europa como en Estados Unidos, donde esta especialidad no estaba reconocida. En estos centros surgen grandes cirujanos plásticos como Morestin, sir H. Gillies, Suzanne Nöel y V. H. Kazanjian creadores del instrumental y técnicas de reconstrucción que aún hoy día usamos y llevan sus nombres. Posteriormente durante la Segunda Guerra Mundial el campo de la cirugía plástica incrementa y deja de estar más o menos confinada a la reconstrucción maxilofacial.
El Dermátomo lo inventa Padget en 1939, en colaboración con Hood, un ingeniero mecánico, aunque la idea de aparatos que tomaran injertos de piel de un espesor constante ya había sido desarrollada por Finochieto, un cirujano argentino quien inventó un cuchillo calibrado en 1920.
En los períodos de paz entre estas guerras y el posterior a la Segunda Guerra Mundial ha habido un gran desarrollo de la cirugía estética.

## Uso de implantes y biomateriales
La literatura reciente en Medline también ha mencionado la implementación de sutura de púas en estas intervenciones.
En su forma más simple, los biomateriales son implantes de plástico utilizados para corregir o reemplazar partes del cuerpo dañadas. Los biomateriales no se emplearon con fines reconstructivos hasta después de la Segunda Guerra Mundial debido a la tecnología nueva y mejorada y a la gran necesidad de corregir partes del cuerpo dañadas que pudieran sustituir a los trasplantes. El proceso implica investigación científica y médica para asegurar que los biomateriales sean biocompatibles y que puedan asumir las tareas mecánicas y funcionales de los componentes que sustituyen.
Un implante exitoso puede lograrse mejor con un equipo que no solo comprenda los aspectos anatómicos, fisiológicos, bioquímicos y patológicos del problema, sino que también comprenda la bioingeniería. La ingeniería celular y tisular es crucial para conocer los procedimientos reconstructivos.
Recientemente, D. G. Singleton ha recopilado una reseña sobre la estandarización y el control de los dispositivos biomédicos. Los artículos han abordado en profundidad el proceso de aprobación previa a la comercialización de la Administración de Alimentos y Medicamentos (FDA) (elaborado por J. L. Ely) y los reglamentos de la FDA que regulan los dispositivos de clase III. Dos artículos han descrito cómo el Instituto Nacional de Estándares y Tecnología (NIST), la Asociación Dental Americana (ADA), el Instituto Nacional de Investigación Dental y Craneofacial (NIDCR) y empresas dentales privadas han colaborado en una serie de avances importantes en materiales, dispositivos y sistemas analíticos dentales.

## Campos de influencia
Campos de influencia de la cirugía reconstructiva:
- Fracturas complicadas del esqueleto craneofacial
- Malformaciones congénitas del esqueleto craneofacial y de la cara (cirugía de labio y paladar hendido)
- Reconstrucción de la piel y estructuras nerviosas de la cara
- Cirugía oncoplástica o cirugía plástica oncológica: reconstrucción después de cirugía de extirpación tumoral. Especialmente en mama y cabeza y cuello.
- Úlceras por presión
- Úlceras varicosas
- Quemaduras por fuego directo, escaldadura, electricidad, químicas, por congelamiento.
- Reconstrucción de tejidos blandos asociados a fracturas previa o durante la cirugía ortopédica.
- Cirugía de mano: reconstrucción postraumática, reimplantes, trasplantes
- Corrección de defectos congénitos y por enfermedades degenerativas como la artritis reumatoide.

## Agrupación
Suelen agruparse en los tratados de cirugía reconstructiva en capítulos de:  
- tratamiento de las quemaduras y cirugía plástica de sus secuelas;
- cirugía plástica infantil;
- cirugía maxilofacial;
- cirugía plástica oncológica.
- Reconstrucción mamaria.